# Rupt-sur-Saône
Rupt-sur-Saône – miejscowość i gmina we Francji, w regionie Burgundia-Franche-Comté, w departamencie Górna Saona.
Według danych na rok 1990 gminę zamieszkiwało 138 osób, a gęstość zaludnienia wynosiła 13 osób/km² (wśród 1786 gmin Franche-Comté Rupt-sur-Saône plasuje się na 605. miejscu pod względem liczby ludności, natomiast pod względem powierzchni na miejscu 400.).